# São-Tomé-Brillenvogel
Der São-Tomé-Brillenvogel (Zosterops feae) ist eine Singvogelart aus der Familie der Brillenvögel (Zosteropidae). Er ist auf der Insel São Tomé im Golf von Guinea endemisch. Er galt längere Zeit als Unterart des Príncipe-Brillenvogels (Zosterops ficedulinus). In einer genetischen Studie aus dem Jahr 2011 wurde ein Artstatus vorgeschlagen, was im selben Jahr von der World Bird List des International Ornithological Congress und im Jahr 2016 vom Handbook of the Birds of the World, BirdLife International und der IUCN übernommen wurde. Das Artepitheton ehrt seinen Entdecker, den italienischen Forschungsreisenden Leonardo Fea.

## Merkmale
Die Körperlänge beträgt 10,5 cm, das Gewicht 6 bis 10,7 g. Im Vergleich zum ehemals konspezifischen Príncipe-Brillenvogel sind die Altvögel des São-Tomé-Brillenvogels an der Oberseite und am Oberkopf etwas dunkler und einheitlich grünlich. Die untere Kehle, die Brust und die Flanken sind grauer. Die hinteren Flanken weisen gelbbräunliche oder zimtbraune Flecken auf. Die Unterseite ist mehr gelblich. Der weiße Augenring und die weißen büscheligen Unterflügeldecken sind dicht befiedert. Stirn und Kinn sind auffallend gelb. Der Schnabel ist rosa oder orange-rosa, gelegentlich mit einem grauen Fleck an der Spitze des Oberschnabels. Der Lauf ist durchgehend rosa, während er beim Principe-Brillenvogel manchmal grau ist. Die Geschlechter sehen gleich aus. Die juvenilen Vögel sind von den Altvögeln nur wenig zu unterscheiden, mit Ausnahme des insgesamt blasseren Federkleides. Je nach Alter des Jungvogels kann die Befiederung um die Augen noch wachsen. Die Spitze des Schnabels ist bei Jungvögeln in der Regel heller grau als bei den adulten Exemplaren.

## Lautäußerungen
Der kraftvolle Morgengesang besteht aus einer monotonen, beharrlichen und schnellen Folge von drei bis sechs schnarrenden ptirrr-Tönen, wobei die letzte Note stärker betont ist. Während des Tages ist ein komplexerer Gesang zu hören, der aus schnarrenden, metallenen und musikalischen Tönen besteht und besonders während der letzten Stunde des Tageslichts wiedergegeben wird. Die Kontaktrufe scheinen denen des Principe-Brillenvogels zu ähneln, sind aber möglicherweise tiefer. Im Vergleich zum Trauerbrillenvogel (Zosterops lugubris) sollen die Zwitschertöne des São-Tomé-Brillenvogels leiser und höher sein.

## Lebensraum
Der São-Tomé-Brillenvogel bewohnt dichte, primäre und degradierte Regenwälder sowie Trockenwaldflächen und vereinzelte Großbäume in der Savanne von Meeresspiegelhöhe bis in Höhenlagen von 1600 m. Hauptsächlich ist er in Höhenlagen über 400 m anzutreffen. Er bevorzugt Waldflächen, die von mittleren anthropogenen Störungen betroffen sind.

## Lebensweise
Der São-Tomé-Brillenvogel geht paarweise, in Familiengruppen oder in Scharen von zu 20 Individuen in der mittleren Baumebene auf Nahrungssuche. Häufig sieht man ihn in gemischten Scharen mit dem Trauerbrillenvogel, der São-Tomé-Prinie, dem Stahlparadiesschnäpper und dem Gelbbrust-Nektarvogel. Seine Nahrung ist frugivor und insectivor, wobei Insekten von Zweigen, Blättern und anderer Vegetation abgesammelt werden. Flügge gewordene Jungvögel wurden im Februar beobachtet. Mehr ist über das Fortpflanzungsverhalten dieser Art nicht bekannt.

## Status
Im Jahr 2018 änderte die IUCN den Status von „gefährdet“ (vulnerable) auf „potentiell gefährdet“ (near threatened). Die Population wird derzeit auf 2500 bis 10.000 Altvögel geschätzt. In den 1920er Jahren war die Art noch weitverbreitet, in den 1970er Jahren galt sie jedoch infolge einer besorgniserregenden Bestandsabnahme bereits als selten. 1990 wurde der São-Tomé-Brillenvogel im Allgemeinen als selten oder nur örtlich häufig betrachtet. Die Population scheint zu schwanken, gilt aber derzeit als weitgehend stabil, obwohl die Rodung von hochgelegenem Regenwald für Kakaoplantagen eine Bedrohung darstellt. In der Vergangenheit wurden große Teile des Primärwaldes für Kakao- und Kaffeeplantagen gerodet. Heute führt die Landprivatisierung zu einer Zunahme der Zahl der Kleinbauern und der Rodung von Bäumen, insbesondere im Norden der Insel, während der Straßenbau entlang der Ost- und Westküsten von São Tomé den Zugang zu bisher abgelegenen Gebieten erleichtert.